# Лютцен
Лютцен (нем. Lützenо файле) — город в Германии, в земле Саксония-Анхальт.
Входит в состав района Вайсенфельс. Население составляет 8422 человек (на 31 декабря 2023 года). Занимает площадь 96,49 км². Официальный код — 15 2 68 015.

## История
Лютцен, впервые упомянутый в 1269 году, расположен на старинном торговом и военном трансъевропейском пути Via regia и вплоть до Реформации принадлежал мерзебургским епископам, при которых поселение получило городские и торговые привилегии, а также было выстроено здание замка. В 1565 году — после смерти последнего католического епископа Михаэля Хельдинга — Лютцен, как и прочие светские владения мерзебургских епископов, перешёл под контроль саксонских курфюрстов.
Город известен тем, что рядом с ним произошли два крупных сражения:
- Битва при Лютцене (1632) во время Тридцатилетней войны, в которой шведские войска под командованием Густава ІІ Адольфа одержали победу над габсбургскими подразделениями во главе с Альбрехтом Валленштейном, при этом шведский король погиб в битве.
- Сражение при Гроссгёршене 2 мая 1813 года, в котором Наполеон одержал победу над прусскими и русскими войсками[4].

По окончании Наполеоновских войн согласно решениям Венского конгресса Лютцен принадлежал Пруссии. Несмотря на открытие в 1897 году железнодорожного сообщения с Лейпцигом, что позволило ускорить развитие сельскохозяйственного производства (среди прочего, был основан сахарный завод) и мелкой промышленности, Лютцен остался, в целом, малым городом, сохраняя свой характер до наших дней.

## Галерея

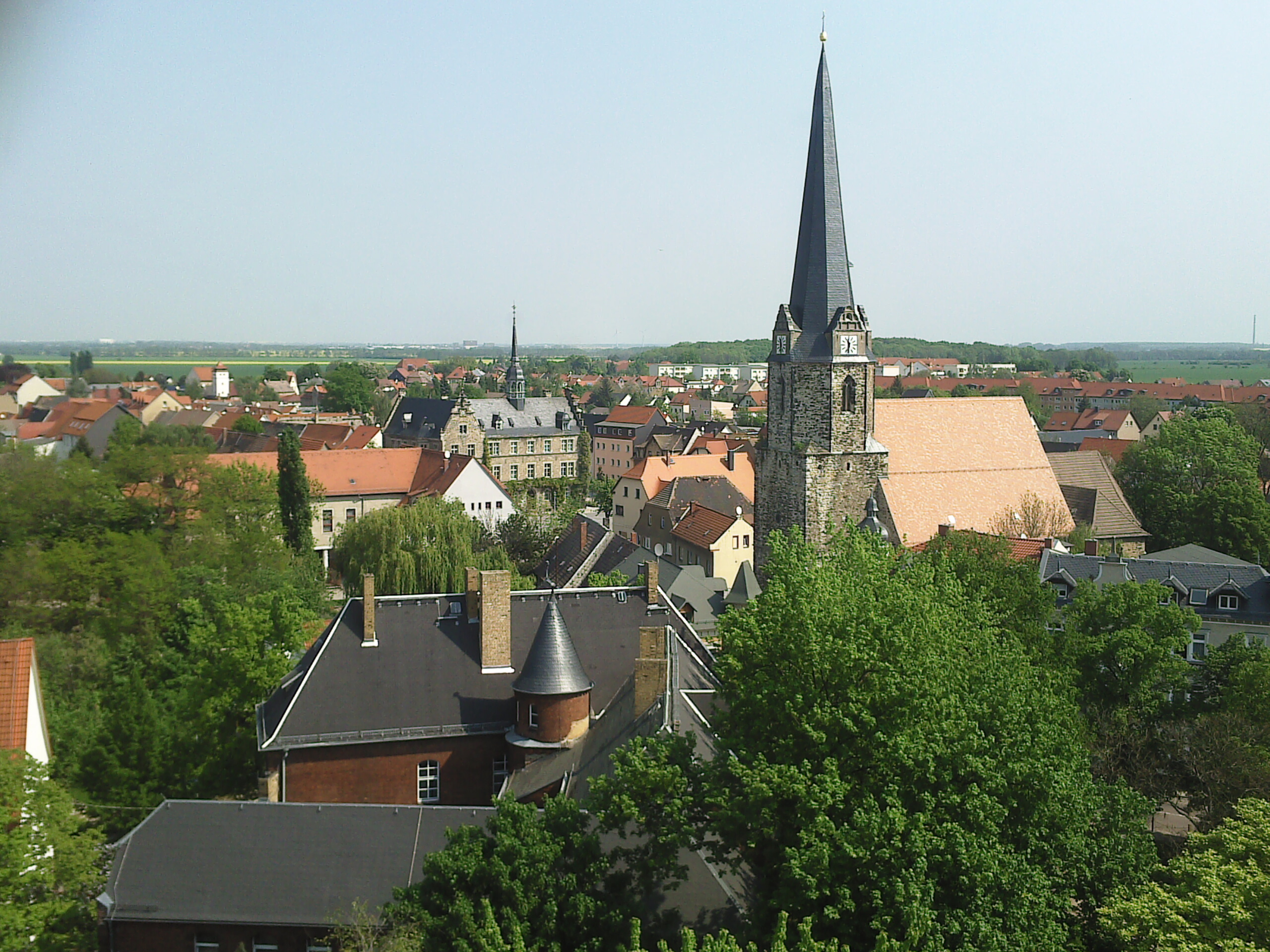
Вид с замковой башни в сторону ратуши
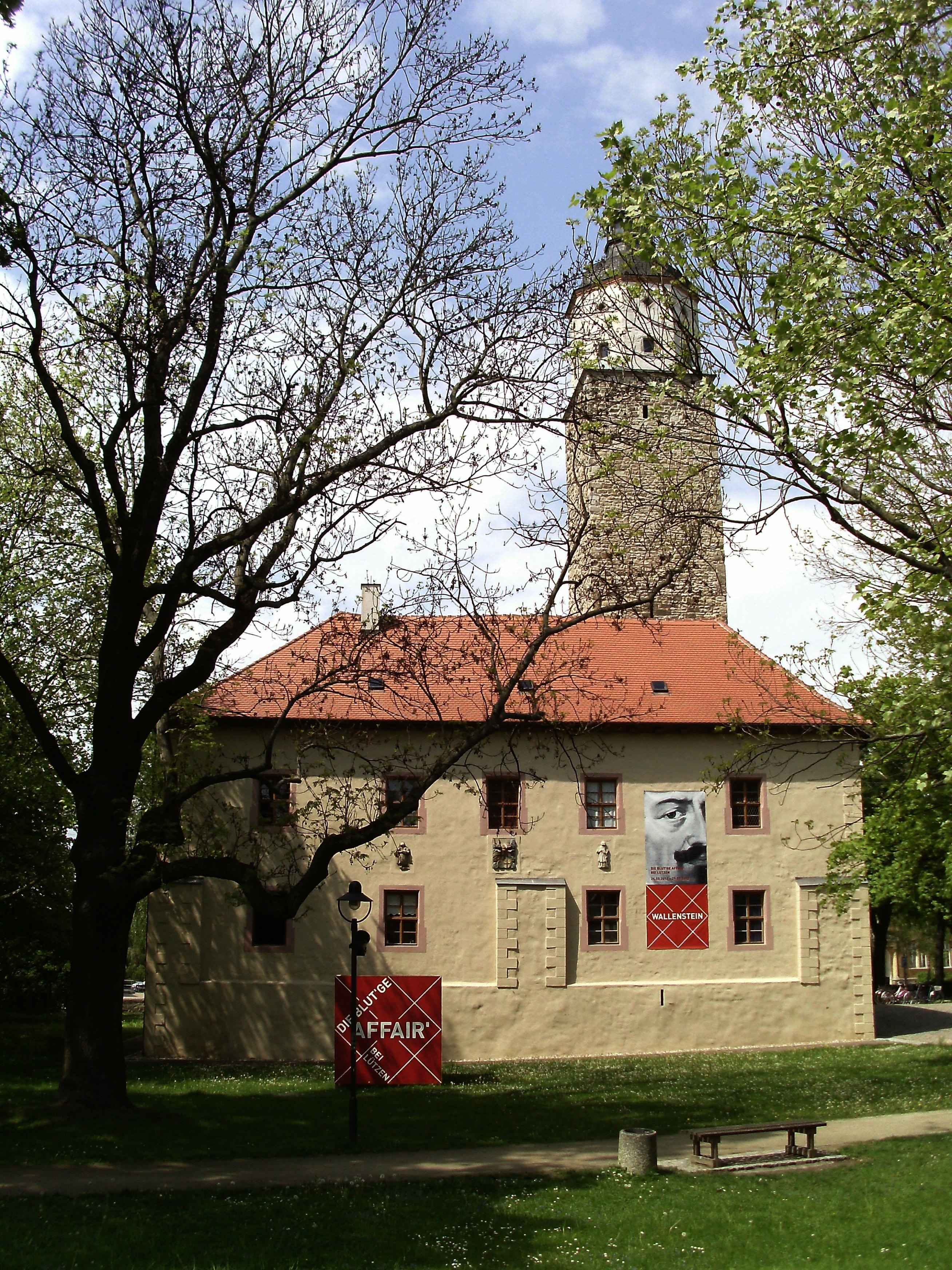
Замок
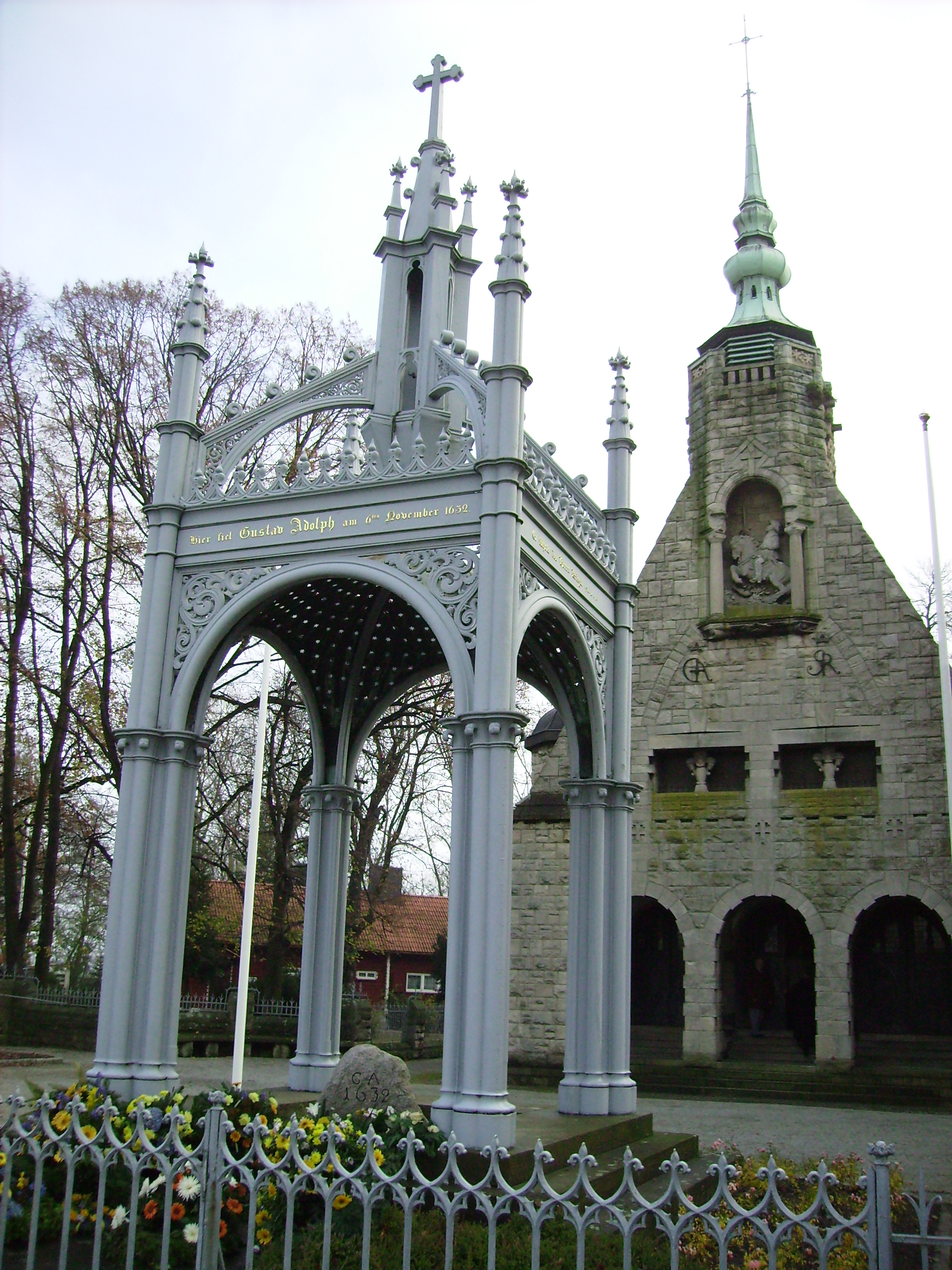
Мемориал на месте гибели шведского короля Густава II Адольфа в 1632 году